# Darnina
Darnina - częściej darń; płat wierzchniej warstwy gleby, przerośniętej i związanej korzeniami roślinności trawiastej, roślin motylkowych, ziół i innych drobnych roślin.  